# Бірліцький сільський округ (Баянаульський район)
Бірлі́цький сільський округ (каз. Бірлік ауылдық округі, рос. Бирликский сельский округ) — адміністративна одиниця у складі Баянаульського району Павлодарської області Казахстану. Адміністративний центр — село Бірлік.
Населення — 900 осіб (2021; 1095 у 2009, 1383 у 1999, 1715 у 1989).
Станом на 1989 рік існувала Бірліцька сільська рада (села Акмектеп, Байти, Бірлік, Жаман, Жантайма, Карашоки, Підхоз). Села Байти, Жаман, Жантайма були ліквідовані 2004 року, села Карашоки, Підхоз — 2005 року. 2004 року зі складу округу було виділено територію площею 49,02 км² і передано до складу Шоптикольського сільського округу.

## Склад
До складу округу входять такі населені пункти:
| Населений пункт | Старі назви | Населення, осіб (1989) | Населення, осіб (1999) | Населення, осіб (2009) | Населення, осіб (2021) |
| --------------- | ----------- | ---------------------- | ---------------------- | ---------------------- | ---------------------- |
| Акмектеп, село  | -           | 257                    | 193                    | 149                    | 71                     |
| Байти, село     | -           | 16                     | 15                     | -                      | -                      |
| Бірлік, село    | -           | 1235                   | 1125                   | 946                    | 829                    |
| Жаман, село     | -           | 11                     | 13                     | -                      | -                      |
| Жантайма, село  | -           | 15                     | 30                     | -                      | -                      |
| Карашоки, село  | -           | 24                     | 7                      | -                      | -                      |
| Підхоз, село    | -           | 157                    | -                      | -                      | -                      |